# Neustadt (Strasburgo)
Neustadt è un distretto della città francese di Strasburgo e anche il nome ufficiale francese è lo stesso. Lo sviluppo del distretto fu condotto dalle autorità tedesche quando Strasburgo era la capitale dell'Alsazia-Lorena dal 1871 al 1914. Insieme al centro storico medievale, la città nuova è stata dichiarata patrimonio mondiale dell'UNESCO  dal 2017, sotto il nome di Strasburgo: dalla Grande Île alla Neustadt, uno scenario urbano europeo. Il quartiere, caratterizzato da un'architettura guglielmina stilisticamente diversa dallo stile guglielmino, è anche noto come il "quartiere tedesco".

## Storia

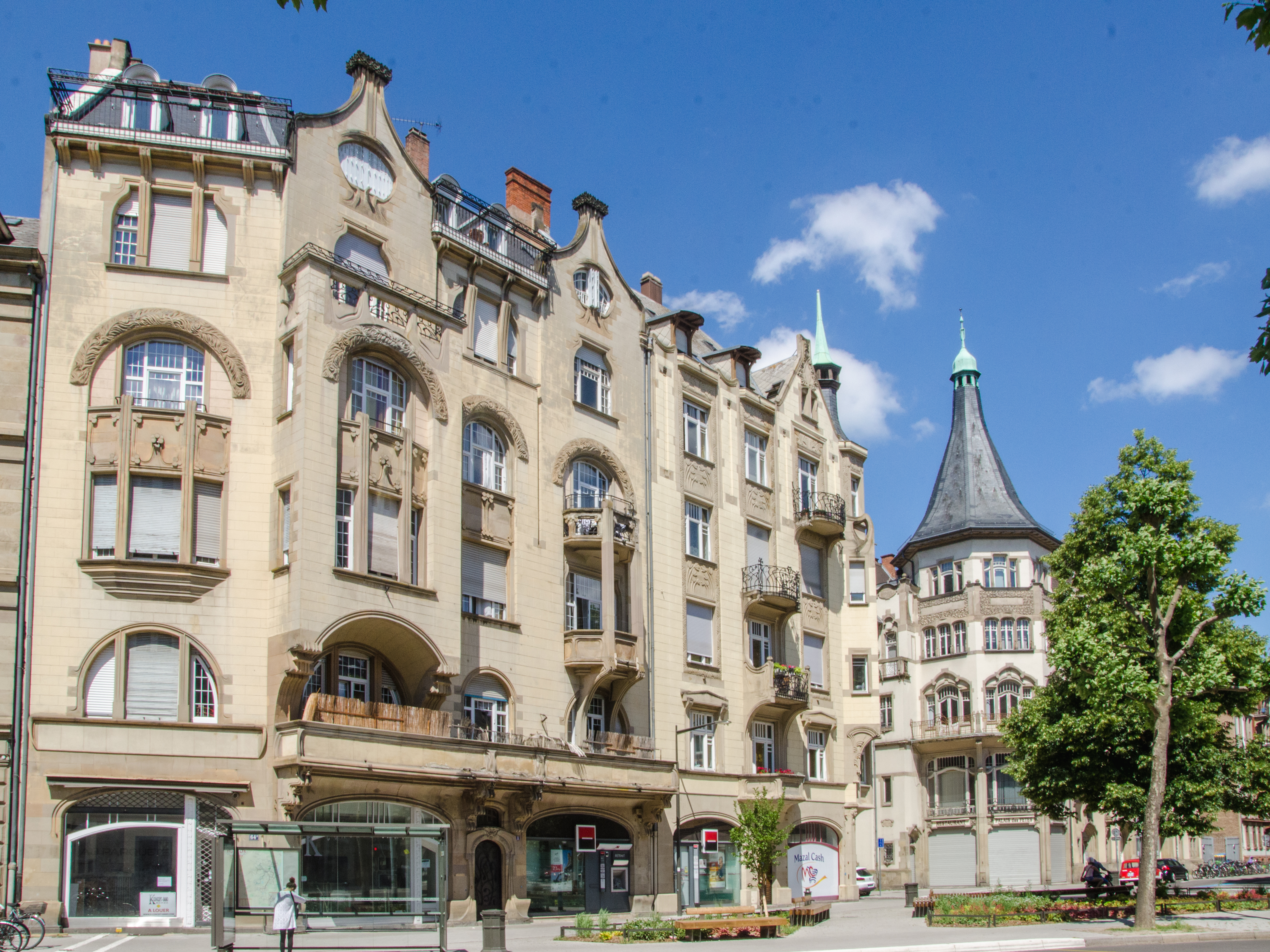
Case in stile Liberty in Rue Sellénick, costruite nel 1904, e casa del cantante.

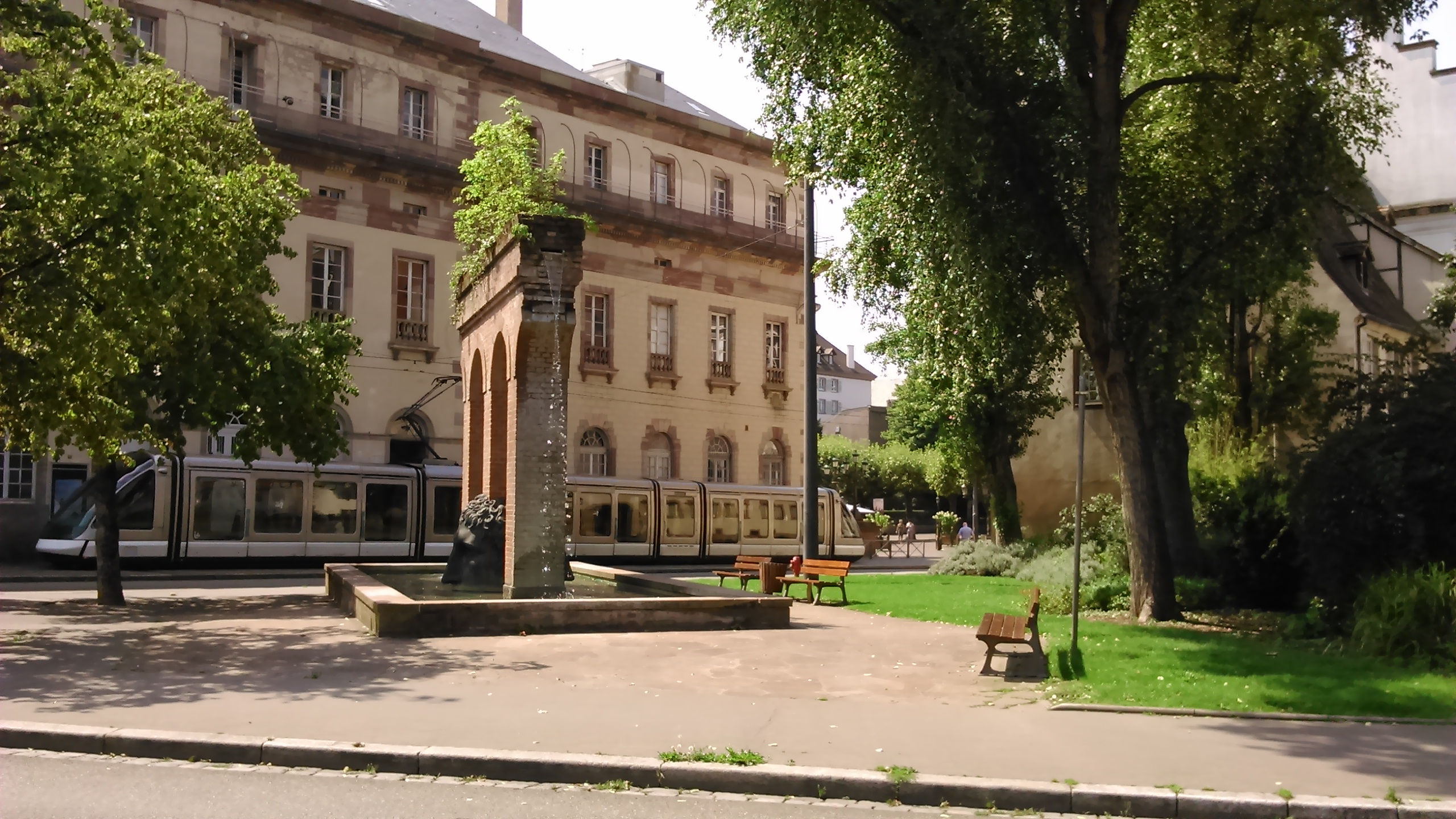
Fontana di Giano a Place Broglie

Il 29 settembre 1870, il cancelliere tedesco Otto von Bismarck inviò il seguente messaggio al neo nominato governatore generale dell'Alsazia, Friedrich Alexander von Bismarck-Bohlen: "Vostra eccellenza faccia immediatamente il punto dei danni a Strasburgo e annunci, mediante un proclama sereno, che gli edifici verranno restaurati, ma senza prendere impegni particolari.“Il giorno prima, il generale Uhrich, comandante delle forze armate francesi a Strasburgo, si era arreso: c'era stato un sanguinoso assedio nel corso del quale i 17.000 soldati francesi non erano stati in grado di resistere alla superiorità tedesca costituita da 40.000 uomini dotati di artiglieria moderna.
La ricostruzione promessa da Bismarck iniziò solo dopo la fine della guerra franco-tedesca. L'area della città fu triplicata per ordine dello stato maggiore. Oltre il nucleo storico, fu creato un glacis per proteggere la fortezza strategicamente importante. Allo stesso tempo, iniziarono i piani per una massiccia espansione civile a nord-est della Grande Île, la futura città nuova.
Tra il 1870 e il 1915, la popolazione di Strasburgo passò da 80.000 a 180.000 abitanti. Gran parte dei nuovi arrivati erano impiegati pubblici tedeschi, per i quali si rendeva necessaria la costruzione di numerosi nuovi edifici. Il costo dei nuovi edifici era stato stimato in oltre 17 milioni di marchi tedeschi e fu imposto ai cittadini di Strasburgo, di pagare la somma in dieci anni a titolo di indennità di guerra.
Il progetto fu commissionato a due architetti, Jean-Geoffroy Conrath di Strasburgo e a Gustav Orth di Berlino. Conrath (1824-1892) si aggiudicò l'appalto dopo che il suo progetto fu esaminato da un gruppo di esperti tedeschi. L'attuazione del piano, molto complesso, richiese più di 20 anni. All'inizio del XX secolo, il collegamento tra Strasburgo e l'Impero tedesco ebbe successo, almeno esteriormente: secondo l'architetto e professore di studi urbanistici Viviane Claude, la città si presentava come una "vetrina della germanizzazione".
Il cuore del progetto di Conrath era un viale monumentale che avrebbe dovuto collegare gli edifici dell'università, come sede della conoscenza, con la Kaiserplatz, l'odierna Place de la République, come sede del potere. Lì vennero collocati gli edifici rappresentativi dell'impero, con al centro il Palazzo Imperiale, che fu inaugurato dal Kaiser Guglielmo II nel 1889.
La costruzione della nuova stazione centrale avvenne sotto la direzione dell'architetto berlinese Johann Eduard Jacobsthal. Dal 1875 al 1889 l'architetto Hermann Eggert fu il costruttore del centro universitario. Progettò la residenza imperiale, l'odierno Palais du Rhin e vari istituti dell'Università Guglielmo II. Oltre a Eggert, anche Otto Warth venne coinvolto nella costruzione del nuovo edificio dell'università. Johann Karl Ott (1846–1917), successore di Conrath come architetto cittadino, progettò la Kaiserplatz. La vecchia sinagoga, inaugurata nel 1898, apparteneva ai nuovi edifici di quell'epoca e fu distrutta nel 1940 dopo l'invasione tedesca. Da menzionare anche la Biblioteca Nazionale e Universitaria, il Teatro Nazionale, il Palazzo di Giustizia, la Prefettura, la Direzione delle imposte, il Palais des Fêtes ("Casa dei cantanti"), la protestante Paulskirche, le Chiese cattoliche di San Maurizio e Neue Jung San Peter, nonché diversi edifici in stile art Nouveau.
Dopo la seconda guerra mondiale, l'architettura della Neustadt fu associata agli occupanti tedeschi e di conseguenza ritenuta impopolare. Nel 1957 c'erano persino progetti tendenti a demolire l'ex palazzo imperiale, che era stata la sede del comando tedesco durante la guerra. Un cambiamento di pensiero ebbe inizio alla fine degli anni '80 e oggi ci sono numerosi tour e mostre sul tema della Neustadt. Nel 1988 la fontana bifronte di Giano fu inaugurata da Tomi Ungerer. Da una parte si affaccia sulla città vecchia e dall'altra su quella nuova. Una richiesta formulata da parte dell'amministrazione comunale e del Ministero della Cultura, nel gennaio 2016, che chiedeva di espandere alla città nuova il patrimonio culturale mondiale, venne accettata dall'UNESCO il 9 luglio 2017. 

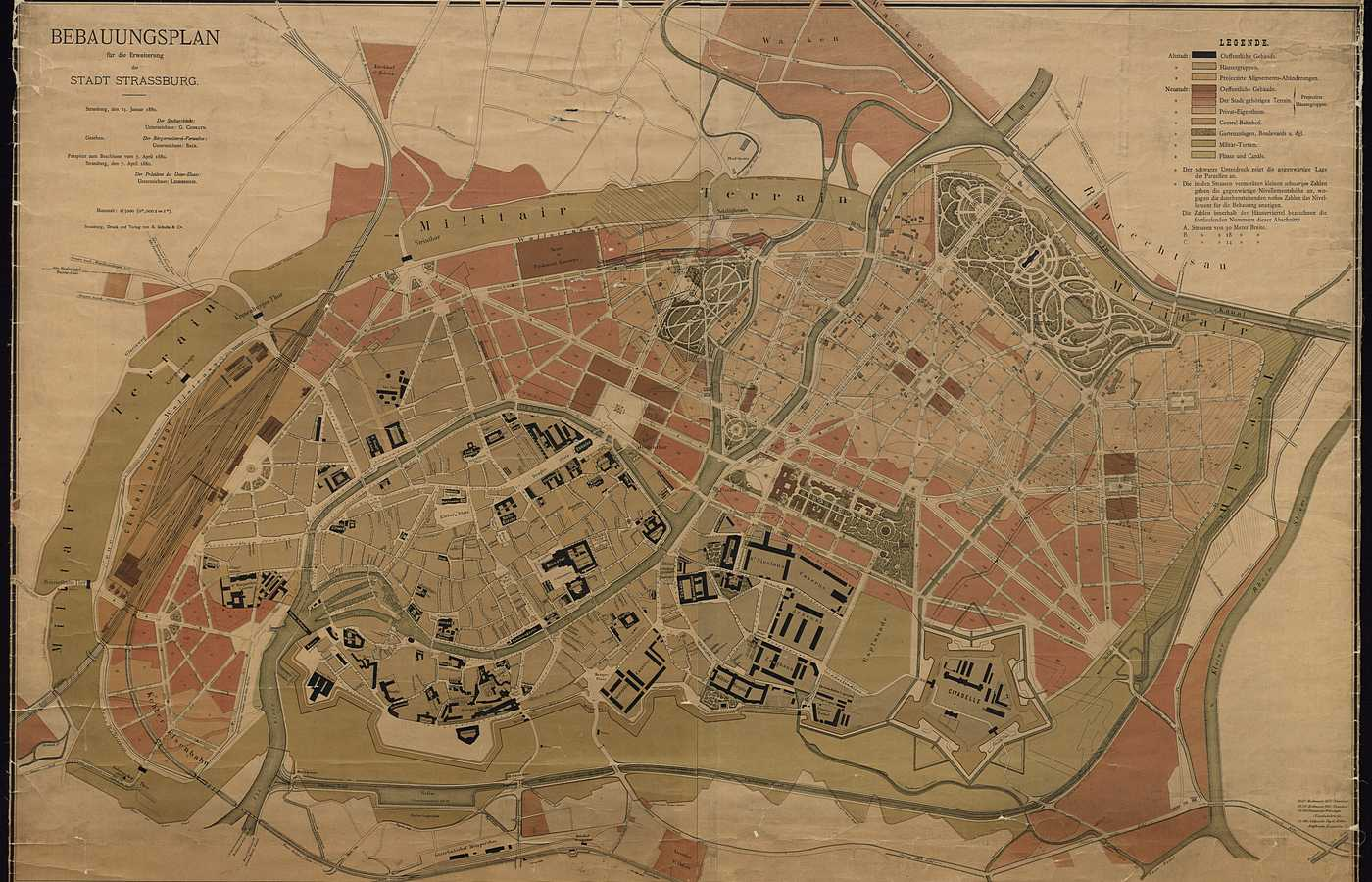
Piano di sviluppo dell'architetto Jean Geoffroy Conrath, 1880.

## Struttura e architettura
Il piano della città nuova città si basava, in parte, sul modello dell'espansione della città di Parigi al tempo del barone Haussmann, ma offriva anche alcune caratteristiche speciali. Era caratterizzato da una serie di viali spaziosi, spesso paralleli. Oltre alle piazze monumentali con spazi verdi, erano previsti anche veri e propri parchi, tra cui il Parc du Contades e il giardino d'inverno, nonché i giardini universitari e il nuovo giardino botanico.
Lo stile architettonico della Neustadt è eclettico. Sebbene vi siano edifici Art Nouveau, neo-rinascimentali, neogotici, neoclassici, neobizantini e neoromanici, l'impressione generale è di una certa uniformità. Gli edifici ufficiali vennero spesso realizzati con arenaria dei Vosgi, le case avevano quattro o cinque piani, a volte con giardini e acqua corrente e gas su tutti i piani, il che era un risultato di notevolmente moderno al momento della costruzione.